# Robert Pierce
Robert Willard „Bob“ Pierce (* 8. Oktober 1914 in Fort Dodge, Iowa, USA; † 6. September 1978 in Arcadia, Kalifornien, USA) war ein US-amerikanischer Geistlicher. Als solcher war er Gründer der Hilfsorganisationen World Vision und Samaritan’s Purse sowie Pastor der Kirche des Nazareners. Vorher war er als Evangelist in China und Korea für Youth for Christ tätig, wo er die Position eines Vizepräsidenten innehatte. Im Rahmen dieser Funktionen veröffentlichte er auch journalistische Berichte in den Mitgliedermagazinen dieser Organisationen und betätigte sich als Filmemacher.

## Leben
Pierce war am Pasadena Nazarene College eingeschrieben, verließ das College jedoch 1937 und war danach als reisender Evangelist in Kalifornien tätig. Im Jahr 1940 wurde er an einer kleinen baptistischen Kirche als Pfarrer ordiniert. Später gab er an, seine spirituellen Wurzeln eher im Methodismus zu haben.  1943 schloss er sich der Organisation Youth for Christ an, für die er ab 1947 als reisender Evangelist arbeitete.
Seine Tätigkeit für Youth for Christ führte ihn im Jahr 1947 zunächst nach China, wo er missionarische Massenveranstaltungen organisierte. Nach diesem Anfang in China führte er weitere Reisen in Asien in der Funktion eines Missionary Ambassador-at-Large für Youth for Christ durch. 1950 nach einer großen Missionierungskampagne in Korea gründete Pierce als Reaktion auf die dortige Situation, insbesondere des beginnenden Koreakrieges, die Missions- und Hilfsorganisation World Vision. Nach Ausbruch des Koreakrieges ließ er sich als Kriegskorrespondent akkreditieren, um so seinen weiteren Aufenthalt in Korea sicherzustellen und zu Soldaten predigen zu können.
Bob Pierce war auch als Filmemacher tätig und während seiner Präsidentschaft benützte World Vision hauptsächlich Filme, welche auf eine evangelikal ausgerichtete Kirchenaudienze hin ausgerichtet war, als Werbemittel zur Spendengewinnung. Da im Weltbild von Pierce nur die christliche Religion dem Kommunismus gegenüber immun war, waren diese Filme voll von antikommunistischer Kalter-Kriegs-Rhetorik und förderten die christliche Missionierung als ein Mittel, um dem Kommunismus gegenzuwirken. Speziell Filme wie "The Red Plague" oder "The Poison of Communism" radikalisierten die ursprünglich eher unpolitische evangelikale Audienz, weswegen die Filme von World Vision von dem Kommunikationswissenschaftler J.R. Hamilton als Propagandafilme eingestuft wurden. Bob Pierce's World Vision trug, neben der Heilsarmee wesentlich zur Entwicklung des Genres des "evangelical social action movies" bei.
Pierce hatte enge Beziehungen zu Abraham Vereide, dem Gründer des evangelikalen Netzwerks The Family für dessen Organisation „International Christian Leadership“ er in den 1950ern als „field representative“ (Englisch, etwa: Repräsentant) tätig war.
aus finanziellen Gründen seine wöchentlichen Radiosendungen einzustellen. Ein paar Monate später wurde er krankgeschrieben.
Im Jahr 1967 trat Bob Pierce von der Leitungsfunktion von World Vision zurück und trat kurz darauf aus seinem Lebenswerk aus. Grund waren, neben gesundheitlichen und familiären Problemen, hauptsächlich interne Unstimmigkeiten über den weiteren Kurs von World Vision. Konkreter Auslöser waren eine Reihe von Auseinandersetzungen mit dem "Board" von World Vision über die außer Kontrolle geratenen Kosten seiner Filmproduktionen, die World Visions Finanzen zu ruinieren drohten. Er gründete später eine neue Organisation namens Samaritan’s Purse.
Pierce starb im Jahr 1978 an Leukämie.

## Kritik
Kurz nach dem Tod von Pierce begann Marilee Pierce Dunker, eine seiner Töchter, ein Buch über ihn und seine Frau zu schreiben mit dem Titel Man of Vision, Woman of Prayer. Darin kommen sowohl seine wundervollen Erfahrungen in Übersee als auch seine dunklen Seiten, die sich vor allem in Selbstüberschätzung und der daraus resultierenden Vernachlässigung seiner Frau und seiner Kinder zeigten, vor.
Die amerikanische Schriftstellerin Barbara Kingsolver schrieb 1998 den Roman The Poisonwood Bible (deutsch: Die Giftholzbibel, 2000) über Bob Pierce aus der Sicht seiner Tochter. Im Roman hieß er Nathan Price und war als Missionar im Kongo tätig. Wegen mangelndem kulturellen Einfühlungsvermögen erzeugte er in der Kommunikation mit der einheimischen Bevölkerung viele Missverständnisse; das betraf auch seine Bibel, die von ihnen negativ als Giftholzbibel übersetzt wurde. In seinem falsch verstandenen Eifer setzte sogar das Leben seiner Familie aufs Spiel, um seinen Verkündigungsdienst weiter ausführen zu können, bis er infolge einer Krankheit vereinsamt starb.